# Călire
Călirea este o operație metalurgică din categoria tratamentelor termice. Constă în răcirea rapidă a unui obiect metalic, prin imersiune în ulei, apă sau aer (comprimat), de la temperatura înaltă la care obiectul a fost încălzit. Acest procedeu se aplică, de obicei, la obiecte din oțel la care este necesară mărirea durității. În metalurgie, călirea este utilizată pentru durificarea oțelurilor prin inducerea transformării martensitice , pentru care oțelul trebuie să fie răcit rapid sub temperatura transformării eutectoide, temperatură  la care austenita devine instabilă și apar modificări structurale și anume: structuri eutectoide (perlită, sorbită și troostită), structuri intermediare (bainită) și martensită. Călirea este urmată totdeauna de tratamentul termic de revenire, pentru a reduce fragilitatea mărită datorată procesului de călire. Temperatura de încălzire pentru călire se alege în funcție de necesitatea de a pune în soluție componenții. Călirea, în cazul oțelurilor, se poate face pornind de la soluția solidă γ sau soluția solidă α. Sunt supuse călirii oțeluri carbon și oțeluri aliate în care conținutul de carbon depășește 0,15-0,20 %, dar și aliaje de Al sau de Ti. 

## Tipuri de călire a oțelurilor

Diagrama de echilibru Fe-Fe_{3}C
L = lichid (metal topit)
Fe_{3}C = cementită
0–2,11 % C – oțeluri ; 2,11–6,67 % C fonte albe

Răcirea pieselor din oțel (călirea) după încălzire are loc cu o viteză de răcire suficientă pentru trecerea într-o structură martensitică și care să excludă descompunerea austenitei în perlită și bainită. 
Se deosebesc mai multe tipuri de călire: 
Călirea clasică pornind de la soluția solidă γ. Soluția solidă γ (austenita) apare la oțelurile carbon peste temperatura de 723oC ; la oțelurile aliate soluția solidă γ apare peste 650oC. Pentru a se forma soluție solidă γ temperatura  de încălzire și timpul de menținere sunt parametri importanți. La călirea clasică, încălzirea oțelurilor hipoeutectoide se face la temperaturi Ac3 + 50...70o, iar la oțelurile hipereutectoide Ac1 + 50...70o. Temperaturile Ac3 și Ac1 corespund diagramei fier–carbon.
Călirea structurală pornind de la soluția solidă α. Se realizează prin încălzirea la 750...800oC , cu o durată de menținere pentru punerea în soluție solidă α (ferită) a elementelor carbon, azot, crom, cupru, molibden, vanadiu care prezintă o bună solubilitate în fierul α, iar răcirea efectuându-se cu viteză mare în apă. Se aplică la oțeluri ambutisabile, sudabile, folosite sub formă de țevi sau table subțiri.
Călirea izotermă se efectuează prin încălzire ca la călirea clasică, cu menținerea oțelului în mediul de călire atât timp cât este necesar pentru terminarea transformării izoterme a austenitei, pentru a se  obține structuri bainitice. Se aplică la unele  piese subțiri din oțeluri aliate sau unele oțeluri de scule.
Călirea în trepte. Încălzirea se face ca la călirea clasică, răcirea se efectuează în medii de călire calde, la temperaturi cu puțin peste sau sub temperatura transformării martensitice pentru oțelul respectiv, menținerea este scurtă (să nu înceapă transformarea austenitei), apoi urmează o răcire lentă în aer, timp în care se produce călirea.
Durata de menținere la  temperatura de călire. După încălzirea la temperatura prescrisă se succed două fenomene: dizolvarea elementelor și apoi omogenizarea austenitei. Punerea în soluție a carbonului se realizează în câteva secunde, la temperaturi peste Ac3. Pentru alți componenți dizolvarea diferă; astfel, nichelul se dizolvă foarte repede iar cromul  necesită o durată mai mare pentru dizolvare, deoarece formează carburi foarte complexe. Durata de menținere la temperatura de încălzire pentru oțelurile carbon este de 1 min/1 mm din secțiunea piesei, iar pentru oțelurile aliate cu elemente care formează carburi este de circa 1,5 min/1 mm din secțiunea piesei.
Medii de răcire. Călirea se efectuează imersând obiectul metalic în diferite medii de răcire, cum sunt:
- apa și soluțiile apoase care conțin fie substanțe activante (clorură de sodiu, hidroxid de sodiu), fie substanțe care micșorează capacitatea de răcire (silicați, glicerină);
- uleiuri vegetale sau minerale;
- băi de săruri sau metale topite, aduse la o temperatură prescrisă;
- gaze, în particular aer, în mod excepțional hidrogen.

Călibilitatea oțelurilor și fontelor este o caracteristică tehnologică de tratament termic caracterizată de capacitatea materialului de a transforma total sau parțial austenita într-o anumită cantitate de martensită la o adâncime dată, măsurată de la suprafața piesei, când oțelul este răcit în condiții date. De exemplu, un oțel cu călibilitate ridicată poate transforma o mare fracțiune de martensită până la adâncimi de câțiva mm, la răcirea relativ lentă, de exemplu la călirea în ulei, în timp ce un oțel cu călibilitate scăzută poate forma o cantitate mare de martensită la o adâncime mai mică de un mm, chiar la călirea rapidă, în apă. Așadar, călibilitatea descrie capacitatea oțelului de a forma un strat călit cu structură martensitică sau semimartensitică (50% martensită și 50% troostită de revenire) pe o anumită adâncime, în condiții date. Călibilitatea depinde de compoziția oțelului, temperatura de încălzire pentru călire și mediul de călire. Determinarea experimentală a călibilității se face prin metoda răcirii frontale a unei piese cilindrice (metoda Jominy). Încercarea Jominy a fost inventată în anul 1937 de Walter E. Jominy și A. L. Boegehold, metalurgiști la divizia laboratoare de cercetare General Motors. Încercarea Jominy este descrisă în normativul ASTM  A255, respectiv în standardul român SR EN ISO 642:2001. Călibilitatea unui material este caracterizată, de obicei, prin diametrul critic real. Diametrul critic real reprezintă diametrul secțiunii maxime care se călește total (pe întreaga secțiune), într-un anumit mediu de răcire.